# Carreró de l'Esplanada (Tortosa)
El carreró de l'Esplanada és un carrer de Tortosa (Baix Ebre) inclòs a l'Inventari del Patrimoni Arquitectònic de Catalunya.

## Descripció
És un carrer d'uns 50 m de llarg i 2 m d'amplada, que comunica amb el carrer Major de Remolins i amb el de Jaume Tió, amb aquest darrer mitjançant un pas cobert fent colze situat per sota l'habitatge que en delimita l'extrem oest. A la banda sud hi donen parts davanteres i posteriors d'habitatges, totes amb murs arrebossats modernament però que per l'estructura i el perfil lleugerament còncau demostren ser antics, possiblement del segle xix o començament del xx. Al mur nord s'obren parts posteriors de cases i algun pati al tram final. En destaca el número 7 pel fet d'haver estat poc tocat modernament, amb pati d'una sola planta amb mur de maçoneria i maó, i algun bloc de pedra als angles i teulada sobre cabirons de fusta. També hi destaca la casa que tanca el carrer per l'oest, tampoc refeta modernament, amb coberta a un vessant i amb sostres de cabirons de fusta i revoltons. Els habitatges tenen planta, dos pisos i golfes o un pis i golfes.

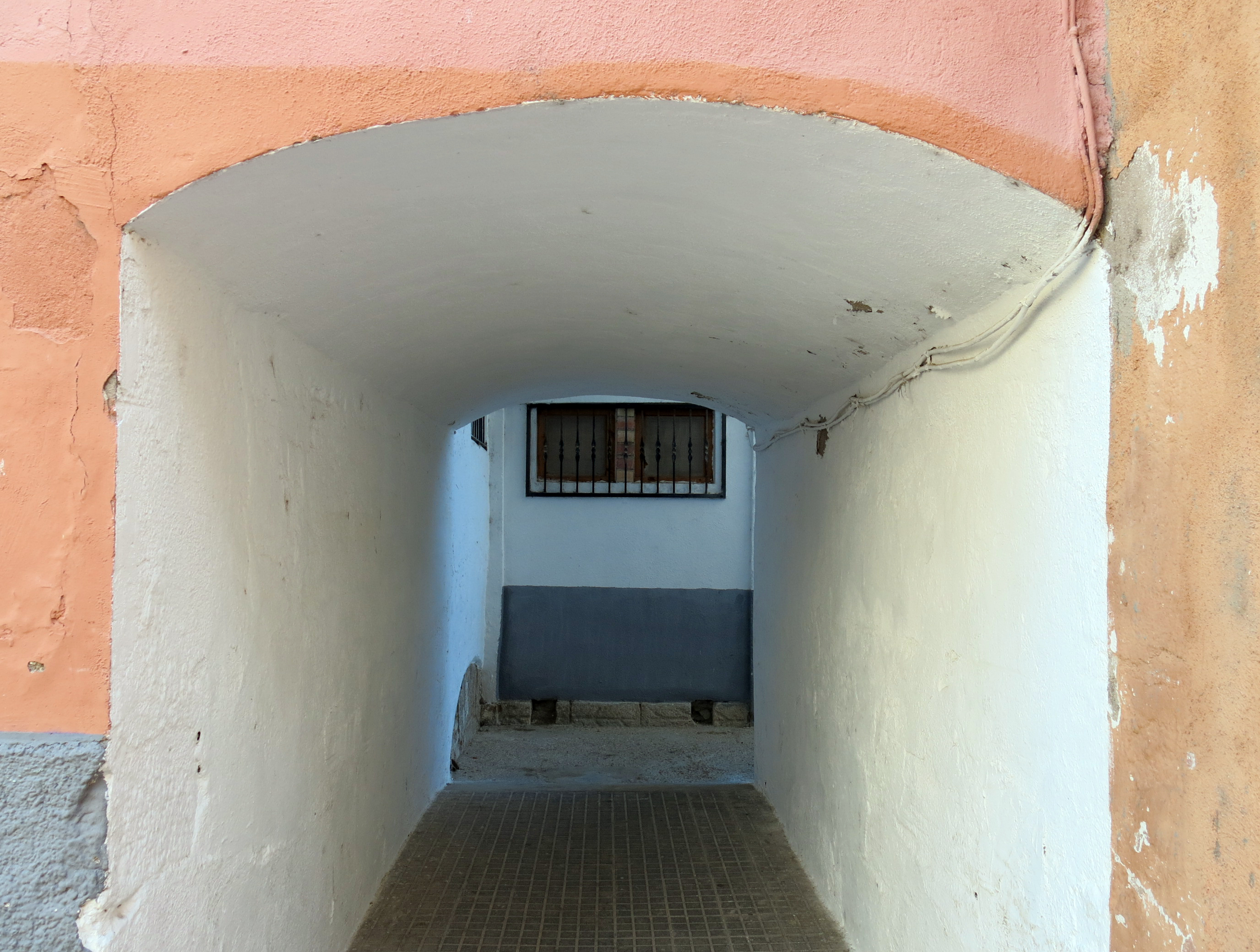
Pas cobert que comunica el carreró de l'Esplanada amb el carrer de Jaume Tió i Noé

Comunica també amb el carrer paral·lel, a través del carreró d'en Fortó.

## Història
Possiblement rep el nom de carreró de l'Esplanada pel fet que comunicava per l'extrem oest amb un espai obert, dit l'Esplanada, que separava el barri de Remolins de la resta de la ciutat, i que no ha estat urbanitzat fins al segle xx. És possible que en aquest sector fos on tingués lloc el mercat musulmà, del qual hauria derivat el nom del Portal de l'Associació que antigament se situava a l'extrem de l'Esplanada, contigu a la ciutat de Tortosa pròpiament.
El carrer, doncs, forma part de l'antic barri jueu. Malgrat que les seves edificacions més antigues possiblement siguin del segle xix, el seu traçat és l'original medieval establert al segle xii.